# ЈУ „Центар за предшколско васпитање и образовање“ Бања Лука
| ЈУ „Центар за предшколско васпитање и образовање” Бања Лука |                                      |
| Основан                                                     | јануар 1974.                         |
| Земља                                                       | Република Српска Босна и Херцеговина |
| Директор                                                    | в. д. Петар Јокановић                |
| Седиште                                                     | Бања Лука                            |
| Адреса                                                      | Јована Дучића 3, 78000 Бања Лука     |
| Сајт                                                        | http://www.vrticibl.com//%5B%5D      |

ЈУ „Центар за предшколско васпитање и образовање” је установа чија је основна дјелатност васпитање, образовање, њега и заштита здравља дјеце предшколског узраста, што га чини установом од посебног друштвеног интереса. Центар за предшколско васпитање и образовање остварује различите програме прилагођене одређеним старосним групама. Налази се у улици Јована Дучића 3.

## Историјат
Почетак предшколског васпитања и образовања у Бањој Луци се везује за 1. фебруар 1949. и оснивање установе „Дјечји вртић и јаслице”, мада је од 1946. радио вртић за дјецу радника „Фабрике дувана”. Октобра 1969. је у пет објеката бањолучких вртића било око двеста педесет дјеце и двадесет и пет запослених. Вртићи су до 1973. дјеловали самостално. Одлуком о интеграцији, јануара 1974. је основан Центар за предшколско васпитање и образовање који је обухватао вртиће у којима је било осамсто педесет дјеце и седамдесет и пет запослених, од којих је било педесет и један васпитач и медицински радник. Отад се, под окриљем Центра, повећавао број објеката, дјеце и запослених. Године 1991. је Центар збрињавао око 3600 дјеце у двадесет и два објекта. Од 2001. издаје часопис „Зврк”, а од 2008. учествује у организацији сусрета васпитача и дјеце под називом „Колонија дјечјег пријатељства”. Центар је у двадесет објеката 2014—2015. збрињавао, васпитавао и образовао 2100 дјеце распоређене у деведесет васпитних група. Међу триста девет запослених је било сто осамдесет васпитача и медицинских радника и тринаест стручних сарадника, педагога, психолога, дефектолога, професора енглеског језика и музичке културе. У објектима вртића „Колибри”, „Марија Мажар” и „Плави чуперак” раде кухиње у којима се припрема храна за све вртиће у оквиру Центра.

## Вртићи
- Дјечји вртић „Јежева кућица” се налази у мјесној заједници Центар 2. Пресељен је 1957. године из просторија „Фабрике дувана” гдје је радио од 1946. у објекат у којем су биле просторије РКУД „Касим Хаџић”, гдје ради и данас. Носио је име народног хероја Касима Хаџића од 1957. до 1994. када је добио садашњи назив. Године 1992. један објекат вртића уступљен је невладиној организацији „Дуга” и отад вртић ради са око тридесет дјеце у двије васпитне групе и има четири васпитача.[2]
- Вртић „Наша дјеца” се налази у мјесној заједници Центар 1. Основан је 1949. године под називом „Дјечји вртић и јаслице”, а радио је у просторијама стамбене зграде. Године 1956. је пресељен на локацију на којој се данас налази, а садашњи објекат је саграђен 1971. До 1994. је носио име „Мара Митров”, а тада је добио данашњи назив „Наша дјеца”. Од оснивања до 2015. године у овом вртићу је збринуто око 6000 дјеце. Године 2014—2015. у њему је, у девет васпитних група, било двеста двадесет и три дјеце о којима је бринуло седамнаест васпитача.[2]
- Дјечји вртић „Бубамара” у насељу Обилићево је почео са радом 1961. под називом „Мина Делић”. Године 1992. је затворен, а простор је уступљен фабрици тјестенине „Унис Адрија”. Након што је објекат реновиран и опремљен вртић је поново отворен 2003. и отад носи садашње име. У њему је 2015. било сто четрдесет и пет дјеце у шест васпитних група и дванаест васпитача.[2]
- Дјечји вртић „Радост” је саграђен и отворен 1972. захваљујући донацијама „Каритаса”, једног од већих бањолучких вртића. Налази се у мјесној заједници Кочићев вијенац. До 1994. године се звао „Лутвија Д. Смајлагић”, а отад носи садашње име. Има осам васпитних група у којима је око двеста дјеце и петнаест васпитача.[2]
- Дјечји вртић „Плави чуперак” је основан 1973. под називом „Боса Ступар”, а садашњи назив носи од 1994. године. Налази се у насељу Борик. У просторијама овог вртића смјештена је главна кухиња и највећи број стручних сарадника. Вртић може да прими око сто осамдесет дјеце са којима, у осам васпитних група, ради тринаест васпитача.[2]
- Дјечји вртић „Колибри” се налази у мјесној заједници Лазарево. Саграђен је и отворен 1974. под именом „Гина Гарић”, а од 1994. године носи садашњи назив. Током Одбрамбено-отаџбинског рата 1992—1995. у већини просторија су била смјештена избјегла и расељена лица, а само у једном дијелу је радио вртић. Објекат је саниран и дограђен 2010. године. У вртићу је 2014—2015. било двеста двадесет и двоје дјеце у девет васпитних група и седамнаест васпитача.[2]
- Дјечји вртић „Марија Мажар” је саграђен и отворен 1975. у насељу Обилићево. Могао је да прими више од сто педесет дјеце. У току Одбрамбено–отаџбинског рата у његовим просторијама су била смјештена избјегла и расељена лица, а потом канцеларије МУП-а. Вртић је адаптиран и поново отворен 2006. године. Прилагођен је потребама дјеце са потешкоћама у развоју и једини је дјечји вртић у Републици Српској који има тим медицинских стручњака из различитих области. Вртић похађају и дјеца која су укључена у редовни програм. Године 2014—2015. је у овом вртићу било осамдесеторо дјеце у три васпитне групе и шест васпитача.[2]
- Године 1976. је почео да ради вртић у насељу Борик, у приземљу ламеле Ф, а 1978. је отворен и вртић у ламели Х који нису радили током Одбрамбено–отаџбинског рата. Вртић у ламели Ф је поново отворен по завршетку рата и отад носи назив „Пинокио”. Вртић из ламеле Х је почео да ради 2005. под називом „Лептирић” и годину дана су га похађала дјеца са сметњама у развоју, док није опремљен и за њихове потребе прилагођен вртић „Марија Мажар”. Оба вртића, „Пинокио” и „Лептирић”, могу да приме четрдесеторо дјеце у двије васпитне групе.[2]
- Дјечји вртић „Бамби” је отворен 1978. године под називом Нова варош, у истоименом бањолучком насељу. Од 1994. ради под садашњим називом. Године 2015. је у вртићу било сто тридесет и пет дјеце у пет васпитних група и девет васпитача.[2]
- Дјечји вртић „Сунце” се налази у центру града, почео је са радом 1978. у саставу радне јединице „Мина Делић”. Године 1994. је добио садашњи назив. Смјештен је у стамбеној згради, а 2015. је у вртићу било четрдесет и шест дјеце у двије васпитне групе и четири васпитача.
- Године 1978. је отворен Дјечји вртић „Лауш” у истоименом бањалучком насељу. Садашњи назив „Срећно дјетињство” је добио током Одбрамбено–отаџбинског рата. Данас може да прими око педесеторо дјеце у двије васпитне групе, о којима брину четири васпитача.[2]
- Дјечји вртић „Пчелица” је отворен 1979. године у центру града. Смјештен је у приземљу стамбене зграде и има двије васпитне групе.[2]
- Дјечји вртић „Невен” је отворен 1979. године у насељу Обилићево. Објекат је намјенски грађен и има велико двориште и наткривене терасе. До почетка рата је носио назив „Мејдан”, а тада је добио данашње име. У просторијама овог вртића до 2008. је била смјештена управа Центра, а тада је пресељена у зграду у Улици Јована Дучића у којој су до рата биле смјештене двије васпитне групе вртића „Наша дјеца”. Адаптирањем канцеларијских просторија 2008. вртић „Невен” је проширен. Године 2015. је садржао девет васпитних група са око двеста двадесет дјеце и седамнаест васпитача.[2]
- Дјечји вртић „Први кораци” ради од 1981. године у стамбеној згради у насељу Старчевица. До 1994. се звао по насељу у којем ради, а тада је добио садашњи назив. Има двије васпитне групе.[2]
- Дјечји вртић „Тијана” је почео да ради 1982. године. Смјештен је у приземљу стамбене зграде у насељу Нова варош. Током Одбрамбено–отаџбинског рата је био угашен, а у његовим просторијама су била смјештена избјегла и расељена лица. Има двије васпитне групе.[2]
- Вртић „Лана” се налази у насељу Росуље, такође у приземљу стамбене зграде. Отворен је 1984. године и може да прими до педесеторо дјеце у двије васпитне групе, о којима брину четири васпитача.[2]
- Дјечји вртић „Наташа” је отворен 1984. године под називом „Борик”. Током Одбрамбено–отаџбинског рата је био угашен, а просторије су биле изнајмљене. Поново је отворен 1998—1999. и отад носи садашњи назив. Може да прими око осамдесеторо дјеце о којима у три васпитне групе брине шест васпитача.[2]
- У приземљу зграде у насељу Обилићево од 2010. године ради Дјечји вртић „Луна” са око педесет дјеце у двије васпитне групе и четири васпитача.[2]
- У непосредној близини Дјечјег вртића „Срећно дјетињство” се налази Основна школа „Свети Caвa” у чијем  приземљу је 2010. отворен Дјечји вртић „Дора”. Године 2015. је у вртићу било око двеста дјеце у седам васпитних група и четрнаест васпитача.[2]
- Вртић „Цврчак” је отворен октобра 2015. у насељу Обилићево. Године 2016. је садржао око педесеторо дјеце у двије васпитне групе и четири васпитача.[2]
- Децембра 2015, у насељу Старчевица, је почео да ради вртић „Срна”. Године 2016. услуге вртића је користило педесетак дјеце у двије васпитне групе, о којима су бринула четири васпитача.[2]